# Вайда-Воевод, Александру
Александру Вайда-Воевод (рум. Alexandru Vaida-Voevod) (27 февраля 1872 — 19 марта 1950) — румынский политический деятель, премьер-министр Румынии (1 декабря 1919 — 12 марта 1920; 6 июня 1932 — 19 октября 1932; 14 января 1933 — 13 ноября 1933), один из инициаторов объединения Трансильвании с Румынией.

## Деятельность в Австро-Венгрии
Вайда-Воевод родился в румынской униатской семье в селе Бобилна (совр. жудец Клуж), на территории, входившей в состав Австро-Венгрии. Он получил образование на медицинском факультете Венского университета. В 1906 Александру Вайда-Воевод был избран в венгерский парламент от Румынской национальной партии Трансильвании и Баната. Позже, один из лидеров Национал-царанистской партии, пока в 1935 году не создал на базе её правого крыла Румынский фронт. Выступал против насильственной мадьяризации румынского населения и за предоставление автономии Трансильвании. Первоначально поддерживал проект Соединенных Штатов Великой Австрии эрцгерцога Франца Фердинанда, но, после убийства последнего и начала Первой мировой войны, стал поддерживать присоединение Трансильвании к Румынскому королевству. В декабре 1918 принял участие в работе национальной ассамблеи в Алба-Юлии, проголосовавшей за присоединение к Румынии.

## Деятельность после объединения
Вайда-Воевод входил в состав румынской делегации на Парижской мирной конференции и после возглавлял 3 раза правительство самой Румынии.

## Последние годы
В 1945 году был арестован коммунистической Секуритате. Допрашивал Вайду-Воевода известный своей эффективностью и жестокостью оперативник Георге Крэчун. Последние несколько лет Вайда-Воевод провёл под домашним арестом в Сибиу.